# 季公若
季公若（？—？），又称季公亥，姬姓，名亥，字若，中国春秋时期鲁国三桓季武子的幼子。 
季公若的哥哥季公鸟死了之后，季公亥、公思展和季公鸟的家臣申夜姑管理他的家务。季公鸟的遗孀季姒和管伙食的檀私通，害怕被发现，她让侍女打了自己，向公之和公甫反诬：季公若调戏她，她不从，就打了他，公思展和申夜姑要挟她。季平子于是杀了申夜姑，把公思展拘留在卞地。季公若要为申夜姑求情，公之力主杀死申夜姑。申夜姑最终被杀，季公若非常恨季平子兄弟。鲁昭公二十五年（前517年），季公亥献弓于鲁昭公的儿子公为，劝他诛杀季孙氏。季公亥随叔孙婼到宋国聘问。季公若的姐姐是小邾君夫人，是宋元公夫人的母亲。宋元公夫人的女儿，准备嫁给季平子。季公亥知道鲁昭公父子要驱逐季平子，劝外甥女不要嫁女儿。宋国执政乐祁却认为要被驱逐的是鲁昭公。九月，鲁昭公攻打季氏，失败，逃往齐国。